# Championnats de France de natation en petit bassin 2023
Navigation
Chartres 2022 Montpellier 2024
Les Championnats de France de natation en petit bassin 2023 se sont tenus du 26 au 29 octobre 2023 à Angers.

## Records de France
| Date            | Épreuve                 | Nouveau détenteur        | Nouveau temps  | Ancien détenteur     | Ancien temps   | Date             |
| 26 octobre 2023 | 1 500 mètres nage libre | Anastasiia Kirpichnikova | 15 min 33 s 42 | Laure Manaudou       | 15 min 42 s 39 | 20 novembre 2004 |
| 26 octobre 2023 | 100 mètres papillon     | Maxime Grousset          | 49 s 24        | Mehdy Metella        | 49 s 45        | 13 décembre 2018 |
| 26 octobre 2023 | 200 mètres dos          | Mewen Tomac              | 1 min 49 s 21  | Yohann Ndoye-Brouard | 1 min 49 s 23  | 18 décembre 2022 |
| 28 octobre 2023 | 100 mètres dos          | Béryl Gastaldello        | 56 s 18        | Analia Pigrée        | 56 s 40        | 6 novembre 2021  |
| 28 octobre 2023 | 200 mètres brasse       | Charlotte Bonnet         | 2 min 20 s 64  | Charlotte Bonnet     | 2 min 21 s 34  | 5 novembre 2022  |

## Podiums

### Hommes
| Discipline  | Médaille d'or                                                                         | Performance    | Médaille d'argent                                                                    | Performance    | Médaille de bronze                                                                     | Performance    |
| Nage libre  |                                                                                       |                |                                                                                      |                |                                                                                        |                |
| 50 m        | Maxime Grousset                                                                       | 20 s 98        | Florent Manaudou                                                                     | 20 s 99        | Nans Mazellier                                                                         | 21 s 50        |
| 100 m       | Maxime Grousset                                                                       | 45 s 79        | Yann Le Goff                                                                         | 47 s 56        | Mehdy Metella                                                                          | 47 s 57        |
| 200 m       | Roman Fuchs                                                                           | 1 min 42 s 16  | Maxime Grousset                                                                      | 1 min 42 s 41  | Yann Le Goff                                                                           | 1 min 44 s 17  |
| 400 m       | Pacome Bricout                                                                        | 3 min 41 s 42  | Roman Fuchs                                                                          | 3 min 42 s 09  | Joris Bouchaut                                                                         | 3 min 42 s 79  |
| 800 m       | Pacome Bricout                                                                        | 7 min 35 s 30  | Damien Joly                                                                          | 7 min 36 s 59  | Logan Fontaine                                                                         | 7 min 37 s 44  |
| 1 500 m     | Logan Fontaine                                                                        | 14 min 33 s 52 | Damien Joly                                                                          | 14 min 34 s 58 | Pacome Bricout                                                                         | 14 min 39 s 67 |
| Papillon    |                                                                                       |                |                                                                                      |                |                                                                                        |                |
| 50 m        | Maxime Grousset                                                                       | 22 s 34        | Stanislas Huille                                                                     | 22 s 55        | Nicolas Vermorel                                                                       | 22 s 85        |
| 100 m       | Maxime Grousset                                                                       | 49 s 24        | Mehdy Metella                                                                        | 50 s 43        | Stanislas Huille                                                                       | 50 s 69        |
| 200 m       | Clément Secchi                                                                        | 1 min 54 s 42  | Noyan Taylan                                                                         | 1 min 55 s 43  | Paul Annocque                                                                          | 1 min 57 s 64  |
| Dos         |                                                                                       |                |                                                                                      |                |                                                                                        |                |
| 50 m        | Mewen Tomac                                                                           | 22 s 96        | Yohann Ndoye-Brouard                                                                 | 23 s 63        | Stanislas Huille                                                                       | 23 s 77        |
| 100 m       | Mewen Tomac                                                                           | 49 s 99        | Yohann Ndoye-Brouard                                                                 | 50 s 26        | Stanislas Huille                                                                       | 50 s 95        |
| 200 m       | Mewen Tomac                                                                           | 1 min 49 s 21  | Yohann Ndoye-Brouard                                                                 | 1 min 52 s 30  | Antoine Herlem                                                                         | 1 min 53 s 08  |
| Brasse      |                                                                                       |                |                                                                                      |                |                                                                                        |                |
| 50 m        | Kacper Pastula                                                                        | 26 s 70        | Carl Aitkaci                                                                         | 26 s 88        | Benjamin Goguey                                                                        | 27 s 01        |
| 100 m       | Carl Aitkaci                                                                          | 57 s 89        | Kacper Pastula                                                                       | 58 s 62        | Lucien Vergnes                                                                         | 58 s 63        |
| 200 m       | Lucien Vergnes                                                                        | 2 min 05 s 61  | Carl Aitkaci                                                                         | 2 min 06 s 19  | Yann Le Goff                                                                           | 2 min 08 s 08  |
| 4 nages     |                                                                                       |                |                                                                                      |                |                                                                                        |                |
| 100 m       | Maxime Grousset                                                                       | 51 s 99        | Lucien Vergnes                                                                       | 53 s 80        | Kacper Pastula                                                                         | 54 s 27        |
| 200 m       | Mewen Tomac                                                                           | 1 min 54 s 15  | Émilien Mattenet                                                                     | 1 min 57 s 31  | John-William Dabin                                                                     | 1 min 57 s 89  |
| 400 m       | Émilien Mattenet                                                                      | 4 min 08 s 12  | Yohann Ndoye-Brouard                                                                 | 4 min 09 s 96  | Antoine Marc                                                                           | 4 min 13 s 40  |
| Relais      |                                                                                       |                |                                                                                      |                |                                                                                        |                |
| 4 × 50 m NL | CN Marseille- Florent Manaudou - Nicolas Vermorel - Falémana Lopez - Stanislas Huille | 1 min 25 s 57  | C Paul-Bert Rennes- Orhan Dine-Moreira - Mathias Even - Yann Le Goff - Jeremie Luong | 1 min 27 s 31  | Étoiles 92 Natation- Nathan Nsembene - Jérémy Stravius - Quentin Setim - Mehdy Metella | 1 min 28 s 21  |
| 4 × 50 m 4N | CN Marseille- Stanislas Huille - Florent Manaudou - Nicolas Vermorel - Falémana Lopez | 1 min 34 s 15  | C Paul-Bert Rennes- Jules Guérin - Yann Le Goff - Jeremie Luong - Mathias Even       | 1 min 35 s 16  | Dauphins du TOEC- Antoine Herlem - Lucien Vergnes - Alexandre D'Agata - Guillaume Guth | 1 min 35 s 96  |

### Femmes
| Discipline  | Médaille d'or                                                                        | Performance    | Médaille d'argent                                                                    | Performance    | Médaille de bronze                                                                        | Performance    |
| Nage libre  |                                                                                      |                |                                                                                      |                |                                                                                           |                |
| 50 m        | Béryl Gastaldello                                                                    | 23 s 84        | Analia Pigrée                                                                        | 24 s 55        | Lison Nowaczyk                                                                            | 24 s 68        |
| 100 m       | Béryl Gastaldello                                                                    | 52 s 12        | Marina Jehl                                                                          | 53 s 33        | Anastasia Urbaniak                                                                        | 53 s 78        |
| 200 m       | Charlotte Bonnet                                                                     | 1 min 54 s 92  | Lucile Tessariol                                                                     | 1 min 55 s 33  | Marina Jehl                                                                               | 1 min 55 s 64  |
| 400 m       | Anastasiia Kirpichnikova                                                             | 4 min 01 s 30  | Lucile Tessariol                                                                     | 4 min 01 s 94  | Valentine Leclercq                                                                        | 4 min 07 s 29  |
| 800 m       | Anastasiia Kirpichnikova                                                             | 8 min 14 s 72  | Valentine Leclercq                                                                   | 8 min 29 s 38  | Madelon Catteau                                                                           | 8 min 35 s 39  |
| 1 500 m     | Anastasiia Kirpichnikova                                                             | 15 min 33 s 42 | Lara Grangeon-De Villèle                                                             | 16 min 04 s 41 | Madelon Catteau                                                                           | 16 min 24 s 78 |
| Papillon    |                                                                                      |                |                                                                                      |                |                                                                                           |                |
| 50 m        | Béryl Gastaldello                                                                    | 25 s 09        | Mary-Ambre Moluh                                                                     | 26 s 30        | Albane Cachot                                                                             | 26 s 69        |
| 100 m       | Charlotte Bonnet                                                                     | 57 s 66        | Marina Jehl                                                                          | 58 s 13        | Lilou Ressencourt                                                                         | 58 s 54        |
| 200 m       | Juliette Marchand                                                                    | 2 min 08 s 18  | Lara Grangeon-De Villèle                                                             | 2 min 08 s 54  | Lilou Ressencourt                                                                         | 2 min 09 s 76  |
| Dos         |                                                                                      |                |                                                                                      |                |                                                                                           |                |
| 50 m        | Pauline Mahieu                                                                       | 26 s 63        | Analia Pigrée                                                                        | 26 s 70        | Mary-Ambre Moluh                                                                          | 27 s 03        |
| 100 m       | Béryl Gastaldello                                                                    | 56 s 18        | Pauline Mahieu                                                                       | 57 s 35        | Analia Pigrée                                                                             | 57 s 55        |
| 200 m       | Pauline Mahieu                                                                       | 2 min 04 s 81  | Emma Terebo                                                                          | 2 min 05 s 83  | Bertille Cousson                                                                          | 2 min 06 s 94  |
| Brasse      |                                                                                      |                |                                                                                      |                |                                                                                           |                |
| 50 m        | Lucie Vasquez                                                                        | 31 s 04        | Anastasia Urbaniak                                                                   | 31 s 49        | Justine Delmas                                                                            | 31 s 52        |
| 100 m       | Lucie Vasquez                                                                        | 1 min 06 s 96  | Justine Delmas                                                                       | 1 min 07 s 14  | Anastasia Urbaniak                                                                        | 1 min 07 s 91  |
| 200 m       | Charlotte Bonnet                                                                     | 2 min 20 s 64  | Lucie Vasquez                                                                        | 2 min 22 s 84  | Justine Delmas                                                                            | 2 min 23 s 86  |
| 4 nages     |                                                                                      |                |                                                                                      |                |                                                                                           |                |
| 100 m       | Béryl Gastaldello                                                                    | 57 s 49        | Charlotte Bonnet                                                                     | 58 s 11        | Anastasia Urbaniak                                                                        | 1 min 00 s 36  |
| 200 m       | Charlotte Bonnet                                                                     | 2 min 06 s 79  | Cyrielle Duhamel                                                                     | 2 min 11 s 31  | Bertille Cousson                                                                          | 2 min 11 s 38  |
| 400 m       | Cyrielle Duhamel                                                                     | 4 min 35 s 96  | Lara Grangeon-De Villèle                                                             | 4 min 36 s 72  | Camille Tissandié                                                                         | 4 min 40 s 53  |
| Relais      |                                                                                      |                |                                                                                      |                |                                                                                           |                |
| 4 × 50 m NL | Canet 66 natation- Pauline Mahieu - Analia Pigrée - Marina Jehl - Louna Candelon     | 1 min 39 s 86  | Étoiles 92 Natation- Inès Mahmoudi - Justine Delmas - Manon Mure - Béryl Gastaldello | 1 min 41 s 81  | Dauphins du TOEC- Albane Cachot - Assia Touati - Tabatha Avetand - Camille Tissandié      | 1 min 42 s 45  |
| 4 × 50 m 4N | Étoiles 92 Natation- Béryl Gastaldello - Justine Delmas - Manon Mure - Inès Mahmoudi | 1 min 49 s 53  | Canet 66 natation- Pauline Mahieu - Marina Jehl - Analia Pigrée - Louna Candelon     | 1 min 51 s 58  | Dauphins du TOEC- Camille Tissandié - Adèle Blanchetière - Tabatha Avetand - Assia Touati | 1 min 52 s 93  |

### Mixtes
| Discipline  | Médaille d'or                                                                         | Performance   | Médaille d'argent                                                                   | Performance   | Médaille de bronze                                                                          | Performance   |
| Relais      |                                                                                       |               |                                                                                     |               |                                                                                             |               |
| 4 × 50 m NL | Étoiles 92 Natation- Nathan Nsembene - Mehdy Metella - Manon Mure - Béryl Gastaldello | 1 min 33 s 33 | Dauphins du TOEC- Guillaume Guth - Louis Godefroid - Albane Cachot - Assia Touati   | 1 min 34 s 21 | Lyon Natation Métropole- Thomas Piron - Maxime Court - Melora Trompette - Sofia Kolb        | 1 min 34 s 80 |
| 4 × 50 m 4N | Étoiles 92 Natation- Jérémy Stravius - Carl Aitkaci - Manon Mure - Béryl Gastaldello  | 1 min 41 s 77 | Dauphins du TOEC- Antoine Herlem - Lucien Vergnes - Tabatha Avetand - Albane Cachot | 1 min 43 s 52 | Étoiles 92 Natation- Baptiste Marie-Joseph - Justine Delmas - Mehdy Metella - Inès Mahmoudi | 1 min 44 s 49 |